# Magdeleine Mocquot
Madeleine Mocquot, née le 4 décembre 1910 dans le 15e arrondissement de Paris et morte le 29 avril 1991 à Boulogne-Billancourt,, est une artiste peintre, graveuse, sculptrice et médailleuse française. 

## Biographie
Madeleine (dite Magdeleine) Mocquot, fille de Pierre Mocquot, révèle très précocement ses talents de peintre et de dessinateur. Soutenue notamment par Édouard Quénu, son grand-père, elle étudie la sculpture avec Jean Camus (1877- 1955). Elle obtient le diplôme de professorat d'Etat en 1939. D'abord sculpteur, elle s'investit dans la gravure, burin ou eau-forte, après 1950 et expérimente plusieurs techniques dans son atelier et dans l’atelier de Hayter à Paris.  
À partir de 1930, elle expose à Paris au Salon des Indépendants (sculptures et gravures de 1947 à 1954), Salon d'Automne, Salon des Tuileries, Salon de Mai (gravures en 1954, 1955, 1958, 1960 et 1962), Salon des Artistes Français...) et dans de grandes expositions collectives en Italie de 1975 à 1983 (par exemple l'Exposition Internationale de la Médaille Actuelle en 1967 ou la Biennale internationale du Centro Dantesco di Ravenna) , en Allemagne, en Autriche, en Espagne ainsi qu’à New-York en 1964 et Adélaïde (Australie) en 1966.  
La Société des artistes français lui attribue une médaille de bronze pour une statue en 1936, une médaille d'argent pour un tableau de médailles en 1966 et la médaille d'or en "gravure en médailles" en 1969. 
Auteur de réflexions originales sur le dessin d'enfant, Magdeleine Mocquot a organisé l'exposition "Dix ans d'art primitif" à Paris en 1960, en collaboration avec l’ethnologue Jacques-A Mauduit .  
Enseignante d'une grande générosité, à l'école Sainte-Marie (à Passy, Paris 16e et à Neuilly) et dans son atelier dans le quartier des Ternes à Paris, elle a formé un grand nombre d'élèves dont Marie-Alix Carlander, Olivier-Cyr Noël, Maud Greder, Yves Salomon, Mariette Teisserenc,…

## Œuvres (à compléter)
- Personnage se recueillant, sculpture en céramique vernissée, h : 62 cm[7]
- Saint-Germain, sculpture en chêne, église de Toucy (Yonne) (1950)

- Gravures conservées : 
  - 1) à la BNF-Richelieu : Chandeleur (1952) ; Guitariste (1952) ; Les aveugles (1952) ; Poème (1952) ; Femme au filet (1952) ; Cortège (1952) : Le clown étoilé (1964).
  - 2) au British Museum de Londres : Matines.
  - 3) Museo de Arte Moderno y Contemporáneo de Santander y Cantabria : (Le fil de la vie, quatre gravures "Danses" , Le voyageur)

### Médailles
Médailles émises par la Monnaie de Paris selon une maquette de Magdeleine Mocquot :
- Sainte Alpais, mystique du cosmos
- Tony Aubin
- Claude Bernard
- Hector Berlioz
- Abbé Henri Brémond
- François-René de Chateaubriand
- Roger de Collerye, dit Bontemps
- Jehan Cousin, père et fils
- Guillaume du Fay
- Paul Guiraud
- Samuel Hahnemann et l'homéopathie
- Sainte Hildegarde et la flore médicinale
- Sainte Jacqueline de Settisoli
- Jean Le Charlier, dit Gerson
- Henri Leclerc et la phytothérapie
- Guillaume de Machault
- Roger Martin du Gard
- Oscar Vladislas de Lubicz Milosz
- Pierre Mocquot
- Henri Mondor
- Gustave Moreau
- Alfred de Musset
- Léon Noël
- Marie Noël
- Saint Parrès (Patrocle)
- Saint Pie X
- Giambattista della Porta
- Jehan Régnier
- Les van Eyck
- J. Vermeer
- André Vésale
- Léon Warin, maître verrier
- Le cirque
- La chance est un oiseau qui attend l'oiseleur
- Flore médicinale
- Musique élisabéthaine
- Proclamation de l'Indépendance des États-Unis
- Quand je marche dans l'ombre de la vallée de la mort
- Médaille de confirmation

Médaille émise par Arthus Bertrand:
- Notre Dame de Fontenay

### Publications
Le dessin d'enfant - Cahiers de Neuilly (1962)
L'auto-portrait de l'enfant - Bulletin de la Société française de psychopathologie de l’expression (SFPE) (1965)
Jehan Cousin - Bulletin de la société archéologique de Sens
L'autoportrait transposé, évolution de la représentation du cheval dans l'art occidental - Études psychopathologiques (1972)
Articles dans le Bulletin du club français de la médaille : 
- Vermeer et le portrait en double miroir (n°18 - 1968)
- Vesale (n°24)
- Jehan Cousin, le père et le fils, interprètes peu connus d'une époque (n°27)
- Roger de Collerye (n° 33)
- Jehan Régnier (n° 42)
- Giambattista della Porta (n° 45 - 1974)